# Soufflante non carénée
 (décembre 2015).
Une soufflante non carénée (ou moteur décaréné ou moteur sans carène , en anglais propfan ou open rotor) est un turboréacteur dont la soufflante est fixée en dehors de la nacelle. L'intérêt de cette conception tient à l'augmentation du taux de dilution du moteur et ainsi à la réduction de la consommation en carburant.

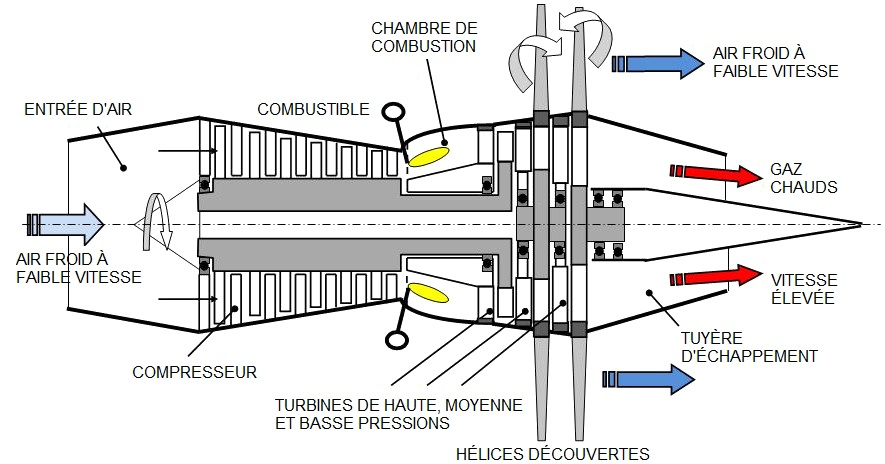
Principe du moteur Propfan

## Historique

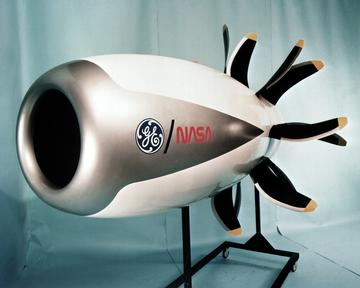
Soufflante non carénée GE36 développée conjointement par la NASA et General Electric.

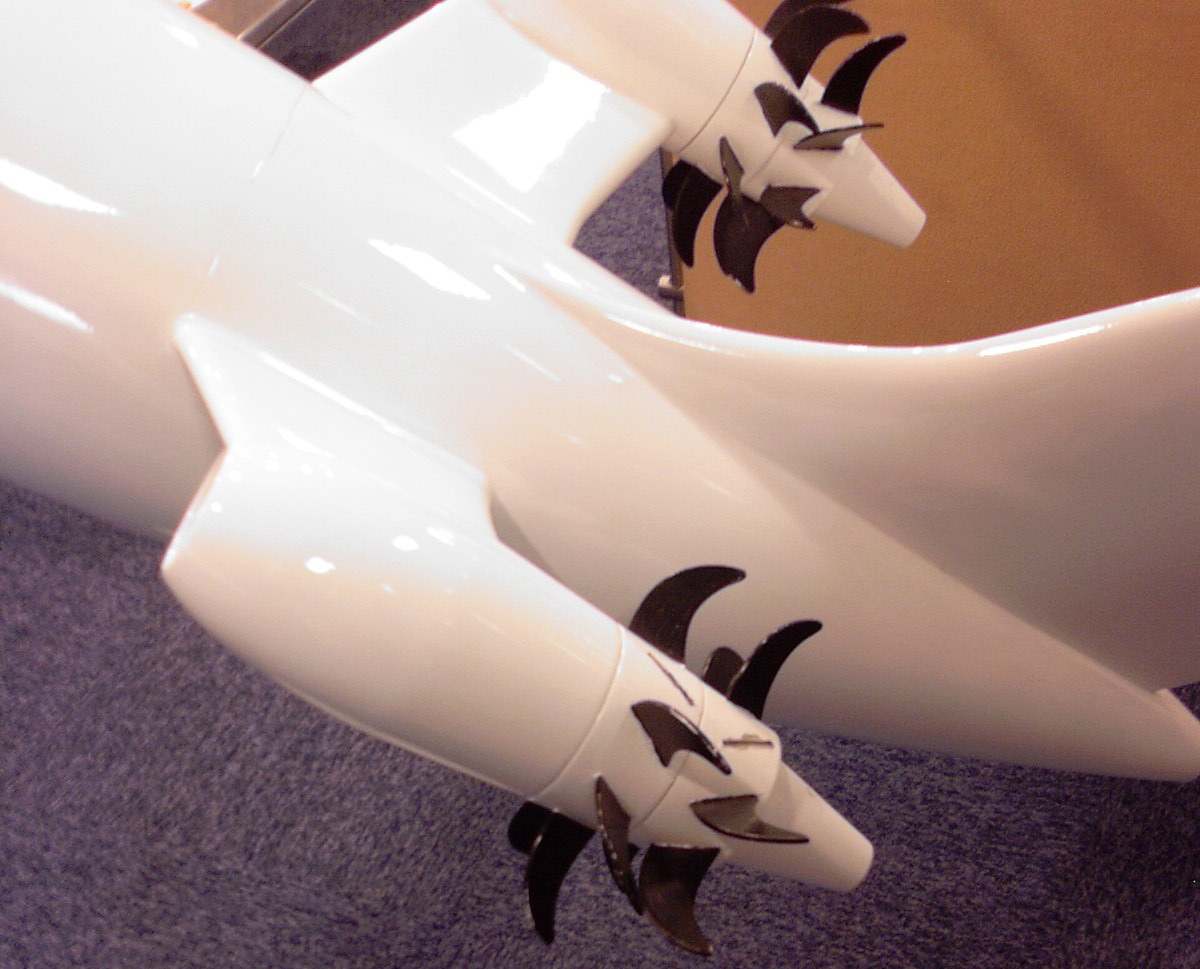
Maquette d'avion avec soufflante non-carénée.

L'idée d'une soufflante non carénée est lancée à la fin des années 1980, quand GE Aviation développe le démonstrateur GE36. Ce moteur est testé sur un Boeing 727 en 1986 . Cependant, la chute du prix du pétrole remet en question la rentabilité du développement de ce type de moteur et le projet est abandonné. Ce n'est qu'avec la hausse du cours du pétrole et la prise de conscience écologique des années 2000 et 2010 que cette configuration est de nouveau étudiée par les principaux motoristes occidentaux, dont CFM International et Rolls Royce.
En 2017, Safran annonce le succès de la campagne d'essai d'un open rotor, avec l'appui d'un financement de l'Union européenne dans le cadre du projet Clean Sky'. Sa consommation réduite est récompensée en mars 2019, à l'occasion de la 62e édition des Aviation Week Laureates, dans la catégorie « Propulsion »[source secondaire souhaitée].
À la suite d'un travail de modélisation, la NASA pense pouvoir produire des moteurs beaucoup moins bruyants en utilisant cette technologie.

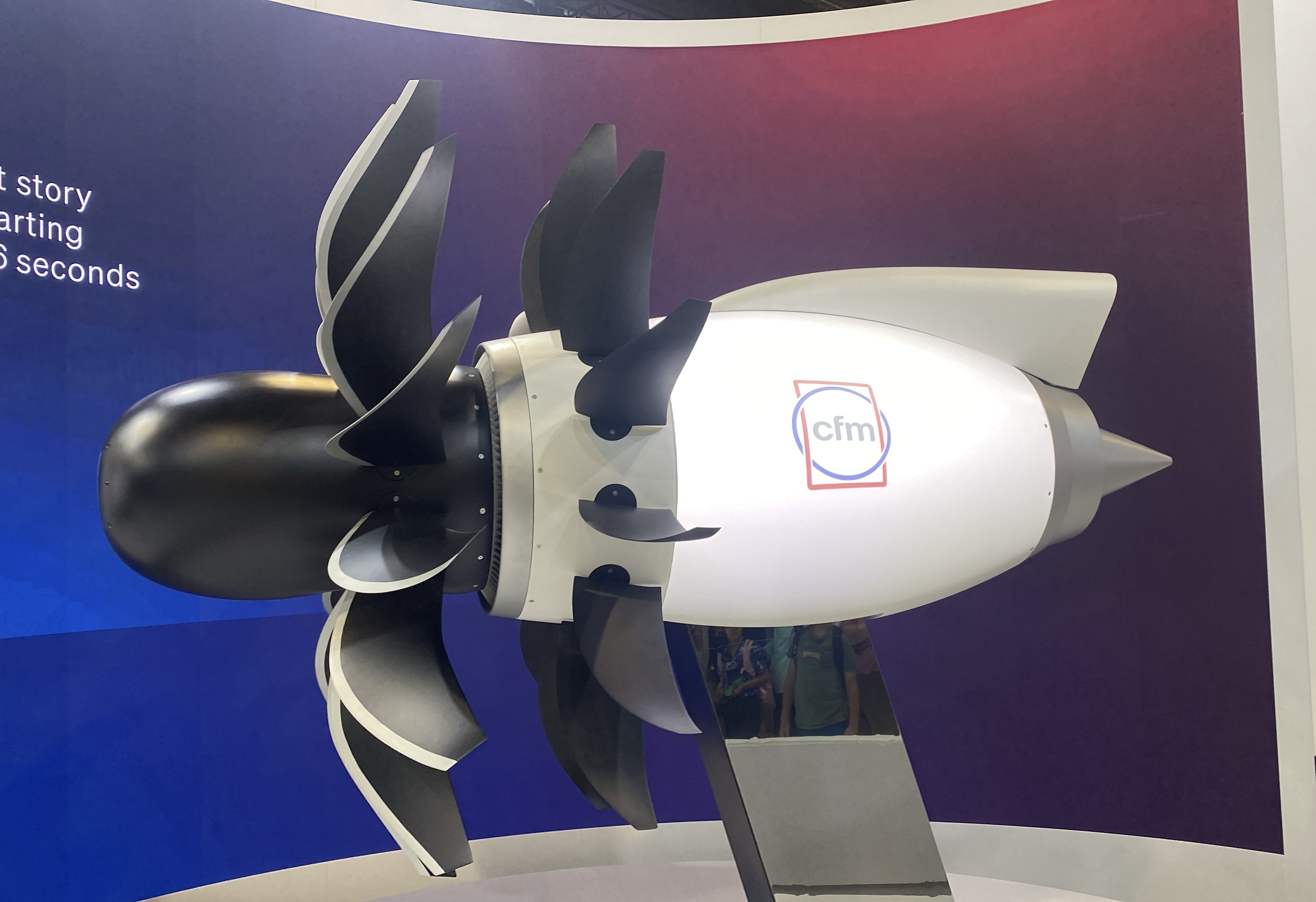
Prototype du réacteur CFM RISE, lors du salon "Singapore Airshow 2024"

Depuis 2021, Safran et GE ont joint leurs forces, au sein de CFM International, pour développer le démonstrateur RISE (en). Les premiers évaluations indiquant un gain de 20% de carburant par rapport aux réacteurs de la génération précédente. Les premiers essais en soufflerie sont réalisés en 2024. Le constructeur propose en 2025 aux constructeurs d'intégrer cette technologie sur un futur avion livrable en 2035. Airbus manifeste son intérêt pour le remplacement de la famille A320.

## Avantages et inconvénients
Le but de ce type de moteur est de garder la vitesse et les performances d'un turboréacteur en conservant une consommation de carburant similaire à celle d'un turbopropulseur. En effet, le fait que la soufflante ne soit plus carénée permet d'en augmenter le diamètre et ainsi d'augmenter le taux de dilution. La réduction de consommation en carburant est de l'ordre de 20 %. 
En revanche, cette absence de carénage autour de la soufflante augmente les nuisances sonores, le bruit n'étant plus bloqué par la nacelle. En outre, plus rien n'empêche une pale de soufflante cassée de transpercer le fuselage ou les ailes de l'aéronef. Ces problèmes semblent, pouvoir être partiellement résolus par des études sur la géométrie des pales ainsi que par le déplacement des moteurs qui ne se trouveraient plus sous les ailes, mais à l'arrière du fuselage, placés entre deux empennages verticaux.